# أحمد السعدي
أحمد الساعدي، لاعب كرة قدم قطري يلعب في نادي أم صلال.

## مسيرة اللاعب
كانت بداياته مع نادي أم صلال و أكاديمية أسباير ونادي لخويا، وأعاره لخويا إلى نادي يوبين البلجيكي في عام 2014، والنادي الأهلي في عام 2016، وإنتقل إلى نادي الريان عام 2017 و وقع مع نادي قطر في عام 2020 ووقع مع نادي أم صلال في عام 2024.

## روابط خارجية
- أحمد السعدي على موقع Soccerway.com (الإنجليزية)